# Dahlia (álbum)
Dahlia fue el quinto y último álbum de la legendaria banda de rock japonés X Japan, fue el lanzado el 4 de noviembre de 1996 en Japón. El álbum, que contiene diversas canciones que fueron número uno en Oricon, también fue número uno las semanas posteriores a su lanzamiento. En este álbum se nota más la creatividad de Yoshiki añadiéndole a diversas canciones, influencias de la música industrial. Este sería el último álbum de la banda ya que unos meses después Toshi anunciaría que deja la banda y eso terminaría con la disolución.

## Canciones
1. Dahlia (7:55) (Yoshiki)
2. Scars (5:08) (hide)
3. Longing ~Togireta Melody~ (7:42) (Yoshiki)
4. Rusty Nail (5:27) (Yoshiki)
5. White Poem I (3:16) (Yoshiki)
6. Crucify my Love (4:30) (Yoshiki)
7. Tears (10:30) (Yoshiki)
8. Wriggle (1:24) (Heath & Pata)
9. Drain (3:22) (Toshi & hide)
10. Forever Love (versión acústica) (7:49) (Yoshiki)

- Datos: Q1194129